# Аринино (Орехово-Зуевский район)
Аринино — деревня в городском округе Ликино-Дулёво Московской области. Входит в состав сельского поселения Белавинское. Население — 2 человека (2010).

## Расположение
Деревня Аринино расположена на Мещёре в восточной части Орехово-Зуевского городского округа, примерно в 31 км к юго-востоку от города Орехово-Зуево. Высота над уровнем моря 129 м.

## История
До отмены крепостного права жители деревни относились к разряду государственных крестьян. После 1861 года деревня вошла в состав Петровской волости Егорьевского уезда. Приход находился в селе Васютино.
В 1926 году деревня входила в Аксеновский сельсовет Красновской волости Егорьевского уезда.
В 1994—2006 годах Аринино входило в состав Белавинского сельского округа Орехово-Зуевского района.

## Население
В 1885 году в деревне проживало 293 человека, в 1905 году — 394 человека (188 мужчин, 206 женщин), в 1926 году — 348 человек (147 мужчин, 201 женщина). По переписи 2002 года — 7 человек (5 мужчин, 2 женщины).
| 1859 | 1868 | 1885 | 1905 | 1926 | 2002 | 2006 |
| ---- | ---- | ---- | ---- | ---- | ---- | ---- |
| 219  | ↗246 | ↗293 | ↗394 | ↘348 | ↘7   | ↘2   |
| 2010 |      |      |      |      |      |      |
| →2   |      |      |      |      |      |      |